# Martin-Irle-Preis
Der Martin-Irle-Preis wird von der Deutschen Gesellschaft für Psychologie für herausragende Leistungen im Fach Psychologie im Gedenken an Martin Irle verliehen.
Mit ihm werden psychologische Wissenschaftler geehrt, die als Mentoren in besonderem Maße Studierende, Doktoranden und Habilitanden befähigt und motiviert haben, eine wissenschaftliche Laufbahn in der Psychologie einzuschlagen. Der Preis wurde von dem Würzburger Sozialpsychologen Fritz Strack gestiftet und anlässlich des 50. Kongresses der Deutschen Gesellschaft für Psychologie in Leipzig im Jahr 2016 erstmals verliehen. Der Martin-Irle-Preis ist (Stand 2024) mit einem Preisgeld von 4.000 Euro dotiert.

## Preisträger
- 2016: Amélie Mummendey, Dieter Frey
- 2018: Manfred Schmitt
- 2020: Edgar Erdfelder
- 2022: Bettina Hannover
- 2024: Michaela Wänke